# Dienstleistungsqualität
Dienstleistungsqualität (auch Servicequalität) ist in der Betriebswirtschaftslehre der Qualitätsgrad einer Dienstleistung. Pendant ist die Produktqualität. 

## Allgemeines
Dienstleistungen lassen sich in der Betriebswirtschaftslehre von Produkten insbesondere durch Intangibilität und Kundenbeteiligung unterscheiden. Intangibilität (oder Nichtgreifbarkeit) besagt, dass eine Dienstleistung im Gegensatz zu einem Produkt nicht physisch präsent ist, während Kundenbeteiligung bedeutet, dass die Dienstleistung ohne Mitwirkung des nachfragenden Kunden oder dessen Sachgüter nicht möglich ist. In der Betriebswirtschaftslehre werden der Kunde und/oder dessen Sachgüter als externer Produktionsfaktor bezeichnet. So wird beispielsweise in einem Restaurant die Dienstleistung erst durch Bestellung eines Gastes ausgelöst, dem der Kellner die bestellten Speisen in der richtigen Speisenfolge und Getränke serviert. Zur Dienstleistungsqualität gehört auch die Zubereitung der Speisen nach den Regeln der Kochkunst bis hin zur richtigen Konsistenz der Speisen. Eine Dienstleistung der Autowerkstatt wird erst möglich, wenn der Kunde sein Kraftfahrzeug mitbringt. 
Die Fachliteratur definiert die Dienstleistungsqualität als „Fähigkeit eines Anbieters, die Beschaffenheit einer primär intangiblen und der Kundenbeteiligung bedürfenden Leistung aufgrund von Kundenerwartungen auf einem bestimmten Anforderungsniveau zu erstellen“. Es stehen sich somit die Kundenerwartungen und die tatsächlich erbrachte Leistung gegenüber. Die Dienstleistungsqualität kann sich dabei auf das Dienstleistungspotenzial, den Dienstleistungsprozess oder das Dienstleistungsergebnis beziehen. So kann unter Potenzialqualität z. B. die Qualifikation von Mitarbeitern verstanden werden, unter Prozessqualität z. B. die Schnelligkeit der Leistungserbringung und unter Ergebnisqualität z. B. inwieweit die Leistung der Kundenzufriedenheit entsprochen hat.
Für verschiedene Typen von Dienstleistungen kann der Qualitätsbegriff angepasst werden, z. B. wenn die Qualität elektronischer Dienstleistungen erfasst werden soll.

## Arten
Bei der Dienstleistungsqualität wird zwischen objektiver und subjektiver Dienstleistungsqualität unterschieden:
- Objektive Dienstleistungsqualität ist die konkret messbare Übereinstimmung des Arbeitsergebnisses mit dem vorab definierten Nutzen; da die Messbarkeit wesentlich von der Genauigkeit der Definition von Zielanforderungen abhängt, kann sich ein vermeintlich messbares Qualitätskriterium leicht als ein subjektives herausstellen.
- Subjektive Dienstleistungsqualität ist die vom Auftraggeber empfundene Übereinstimmung des Arbeitsergebnisses mit dem anvisierten Nutzen; diese Empfindung ist überlagert von der Ausgangsvorstellung des Auftraggebers sowie vom Geschick des Dienstleisters, das Arbeitsergebnis positiv zu „verkaufen“.

Außerdem kann sich ein definiertes Ergebnis als nicht erreichbar herausstellen. Dann wäre das bestmögliche erreichbare Ergebnis das objektiv optimale, aber subjektiv dennoch unbefriedigende Resultat einer Dienstleistung.

## Kriterien
Es gibt folgende Kriterien der Dienstleistungsqualität:
- Competence (englisch Kompetenz)
- Courtesy (englisch Höflichkeit)
- Credibility (englisch Glaubwürdigkeit)
- Security (englisch Sicherheit)
- Access (englisch Kontaktbequemlichkeit)
- Communication (englisch Kommunikation)
- Understanding (englisch Verständnis)
- Tangibles (englisch materielles Umfeld)
- Reliability (englisch Zuverlässigkeit)
- Responsiveness (englisch Entgegenkommen, Ansprechbarkeit)

Das mit Dienstleistungen betraute Personal muss diese Kriterien als Schlüsselqualifikation besitzen.

## Qualitätsmessung
Die im Qualitätsmanagement vorgenommene Qualitätsmessung wird aufgeteilt in subjektive und objektive Verfahren.
Objektive Verfahren untergliedern sich weiter in primäre und sekundäre Verfahren.
- Bei den primären Verfahren werden beispielsweise Testkäufe von sogenannten Mystery-Shoppern durchgeführt oder normale Kunden beobachtet.
- Bei sekundärer Messung werden quantifizierbare Unternehmensdaten analysiert, beispielsweise die Anzahl der Beschwerden, Reklamationen oder die Retourenquote, und daraus auf die Qualität geschlossen.

Die subjektiven Verfahren gliedern sich in merkmalsorientierte, ereignisorientierte und problemorientierte Verfahren:
- Zu den merkmalsorientierten Verfahren gehört das Verfahren Servqual.
- Zu den ereignisorientierten Verfahren gehört die Critical-Incidents-Analyse.[5]
- Zu den problemorientierten Verfahren gehört die Frequenz-Relevanz-Analyse für Probleme.

## Umsetzung
Die Dienstleistungsqualität setzt sich also aus mehreren Faktoren zusammen. Einerseits spielt im Dienstleistungssektor die Arbeitseinstellung und Arbeitsmotivation der Mitarbeiter oder Servicekräfte eine entscheidende Rolle bei der Erbringung von Dienstleistungen. Andererseits können Unternehmen zum Beispiel in der Ablauf- und Aufbauorganisation ein bestimmtes Kontingent ihrer Organisation auf den Service ausrichten. Dazu zählen im Rahmen der präventiven Kontrolle die Qualitätskontrolle und im Rahmen der detektiven Kontrolle des Beschwerdemanagements z. B. Reklamationsabteilungen oder Hotlines. Des Weiteren können Unternehmen auch durch die Gestaltung ihrer Geschäftsbedingungen den Dienstleistungsgedanken fortführen; z. B. Kulanzregelungen und weitgefasste Umtauschbedingungen. Eigentlicher Zweck der Dienstleistungsqualität ist die Wettbewerbsfähigkeit inklusive des Ziels der Kundenzufriedenheit (Erhalt eines Kundenstammes).

## Wirtschaftliche Aspekte
Während die Produktqualität bei hoher Automatisierung und Mechanisierung eine gleichbleibende, sogar identische, Qualität der Produkte gewährleistet, ist die Dienstleistungsqualität meist nicht konstant. Das liegt vor allem daran, dass bei Dienstleistungen die Personalintensität wesentlich höher ist als in der Produktionswirtschaft. Die Ursache liegt in den interindividuellen und intraindividuellen Schwankungen der Leistungspotenziale der Dienstleister.
Die Arbeitsqualität ist neben der Materialqualität der verwendeten Werkstoffe der wichtigste Einflussfaktor bei der Produkt- und Dienstleistungsqualität. Um ein stetiges Qualitätsniveau erreichen zu können, müssen an die Qualifikation der Mitarbeiter hohe Anforderungen gestellt werden. Eine Möglichkeit, die Effektivität eines Unternehmens zu steigern, besteht darin, die Qualifikation bei der Einstellung der Arbeitskräfte strenger zu kontrollieren und die Auswahl stärker von den Anforderungen an die künftigen Aufgaben abhängig zu machen. Die Arbeitsqualität kann durch Qualitätsmanagement oder Total-Quality-Management überwacht und verbessert werden. Insbesondere im Dienstleistungssektor beginnen die Anforderungen an die Qualifikation bereits mit ausreichenden Sprachkenntnissen für Arbeitskräfte mit anderer Muttersprache. Nur wer die höchste Produkt- oder Dienstleistungsqualität erreicht, wird auf dem Markt zum Qualitätsführer. Hohe Arbeitsqualität hat in Deutschland zum Qualitätsmerkmal des Made in Germany geführt. Einem Fachkräftemangel kann deshalb nicht dadurch begegnet werden, dass die Anforderungen an die Qualifikation gesenkt werden. 